# Prisão de Kumla
A prisão de Kumla localiza-se em Kumla na Suécia, sendo um complexo prisional.
A prisão foi inaugurada em 1965 e é a maior prisão da Suécia sendo uma das três prisões de segurança máxima no país que detêm detentos de risco (segurança 1). Ao longo de sua história, o complexo prisional recebeu diversos criminosos famosos, como Clark Olofsson, Jackie Arklov, Lars-Inge Svartenbrandt e Christer Pettersson.